# Центр стратегічних комунікацій та інформаційної безпеки
Центр стратегічних комунікацій та інформаційної безпеки (ЦСКІБ) — урядова організація, створена при Міністерстві культури та інформаційної політики України у березні 2021 року, як один з механізмів розбудови національної стійкості, протидії інформаційним загрозам та дезінформації спільно з відповідними державними установами, громадськими організаціями та міжнародними партнерами. Головна редакція ЦСКІБ є структурним підрозділом Українського національного інформаційного агентства Укрінформ.
Після початку повномасштабного вторгнення Росії Центр став одним з каналів державної комунікації про війну в Україні.

## Історія
Центр стратегічних комунікацій та інформаційної безпеки створений 31 березня 2021 року. Перша керівниця ЦСКІБ — Любов Цибульська. 
З 6 вересня 2021 року Центр очолює Ігор Соловей. Заступником керівника Центру є Микола Балабан.
У грудні 2021 року ЦСКІБ організував перший в Україні форум стратегічних комунікацій Kyiv Stratcom Forum. На ньому зібралося 32 українських та міжнародних експертів, які під час панельних дискусій обговорили шляхи співпраці між державою та громадянським суспільством задля формування національної стійкості до інформаційних загроз та дезінформації.
У грудні 2024 року в.о. голови Центру став Сергій Биков.

## Місія та мета
Місія – забезпечення цілісності інформаційного середовища, підвищуючи обізнаність українців про інформаційні загрози, посилення можливостей громадянського суспільства та зміцнення стійкості громадськості.
Мета – розбудова сталих державних комунікацій для протидії дезінформації та формування стійкості українського суспільства до неї. Сьогодні Центр стратегічних комунікацій виступає  містком між урядом, громадянським суспільством та українцями, покликаним сприяти формуванню стійкої реакції на дезінформацію на загальносуспільному рівні.

### Основні завдання
Основними завданнями ЦСКІБ визначено:
- Аналіз інформаційного середовища, моніторинг дезінформаційних наративів, а також проведення дослідження вразливих аудиторій;
- Підвищення обізнаності  суспільства про  інформаційні загрози, через створення роз’яснювальних текстів, проведення пресконференцій і залучення до них медіа та партнерів;
- Підтримка урядових публічних комунікацій шляхом розвитку комунікаційних навичок держслужбовців та удосконалення системи комунікацій швидкого реагування;
- Підвищення стійкості держслужбовців до дезінформації та інформаційних атак;
- Участь у розбудові системи стратегічних комунікацій, організації та координації заходів щодо її розвитку;
- Зміцнення стійкості вразливих аудиторій в Україні до дезінформації за допомогою цільових інформаційних кампаній і просвітницьких заходів
- Налагодження взаємодії держави та інституцій громадянського суспільства для розбудови стійкості до дезінформації, та гібридних загроз;
- Організація та участь в інформаційно-просвітницьких заходах для підвищення медіаграмотності українців.

### Напрямки роботи
Основними напрямками роботи ЦСКІБ є:
- Розбудова стратегічних комунікацій, що включають розробку контрнаративів РФ, проведення інформкампаній, включення українських наративів у щоденну комунікацію Уряду;
- Співпраця з громадянським суспільством та підсилення його голосу;
- Оперативна комунікація та інформування про найважливіші новини та події у соціальних мережах та платформах: у Facebook,  Telegram, Instagram, Twitter, Viber та YouTube;
- Спільні з державними інституціями та  експертами розробка  і розповсюдження алгоритмів дій в умовах війни у вигляді доступних  довідкових матеріалів;
- Регулярне сповіщення про гібридну агресію з боку Росії на міжнародному рівні, спільне напрацювання механізмів зі стратегічної комунікації та протидії дезінформації разом з міжнародними партнерами.

## Інформаційні продукти
23 червня 2021 року в Укрінформі відбулась презентація брошури «У разі надзвичайної ситуації або війни». Цю брошуру Центр розробив у співпраці з Державною службою України з надзвичайних ситуацій, Міністерством оборони України, Апаратом Головнокомандувача Збройних Сил України та громадськими організаціями. Брошура вийшла в PDF-форматі об’ємом 28 сторінок трьома мовами: українською, англійською та російською. Перший наклад брошури нараховував 100 000 примірників та за підтримки Збройних Сил України розповсюджувався на прифронтовій території та в регіонах південної та східної України.
23 лютого 2022 року ЦСКІБ запустив оновлену і доповнену онлайн-версію довідника вже на 36 сторінок. Разом з довідником також з’явився сайт dovidka.info. З початку повномасштабної війни сайт та довідник постійно розширювались та доповнювались актуальною інформацією. Проєкт також містить і два чатботи Безпека: Довідник в месенджерах Telegram та Viber. За перші два місяці існування на чатботи підписались понад 160 тисяч користувачів. Проєкт постійно розвивається відповідно до тих викликів, що сьогодні з’являються перед українським суспільством. Головне завдання проєкту Dovidka.info – це оперативно надавати людям перевірену та якісну  інформацію, що може врятувати життя та допомогти подолати складну ситуацію.